# 新西蘭國家板球隊
新西蘭國家板球隊（英語：New Zealand national cricket team）是新西蘭的國家板球隊，和新西蘭的許多其他男性體育一樣，暱稱是全黑／黑帽子隊（英語：Black Caps）。新西蘭是世界板球強隊，在2015年板球世界盃的比賽中，新西蘭國家板球隊取得了亞軍的好成績。

## 外部連結
- BLACKCAPS official website （页面存档备份，存于）
- Official Facebook page （页面存档备份，存于）
- New Zealand cricket
- Beige Brigade Official Website （页面存档备份，存于）
- Cricinfo New Zealand （页面存档备份，存于）
- Runs on the board – New Zealand cricket (NZHistory) （页面存档备份，存于）